# Lemi
Lemi es un municipio de Finlandia localizado en la región de Karelia del Sur. Tiene una población de 3115 habitantes (2015) y cubre un área de 262,48 km² (44,71 km² son agua). La densidad de población es 14,3 habitantes por km².
El idioma oficial es el finés.

## Geografía

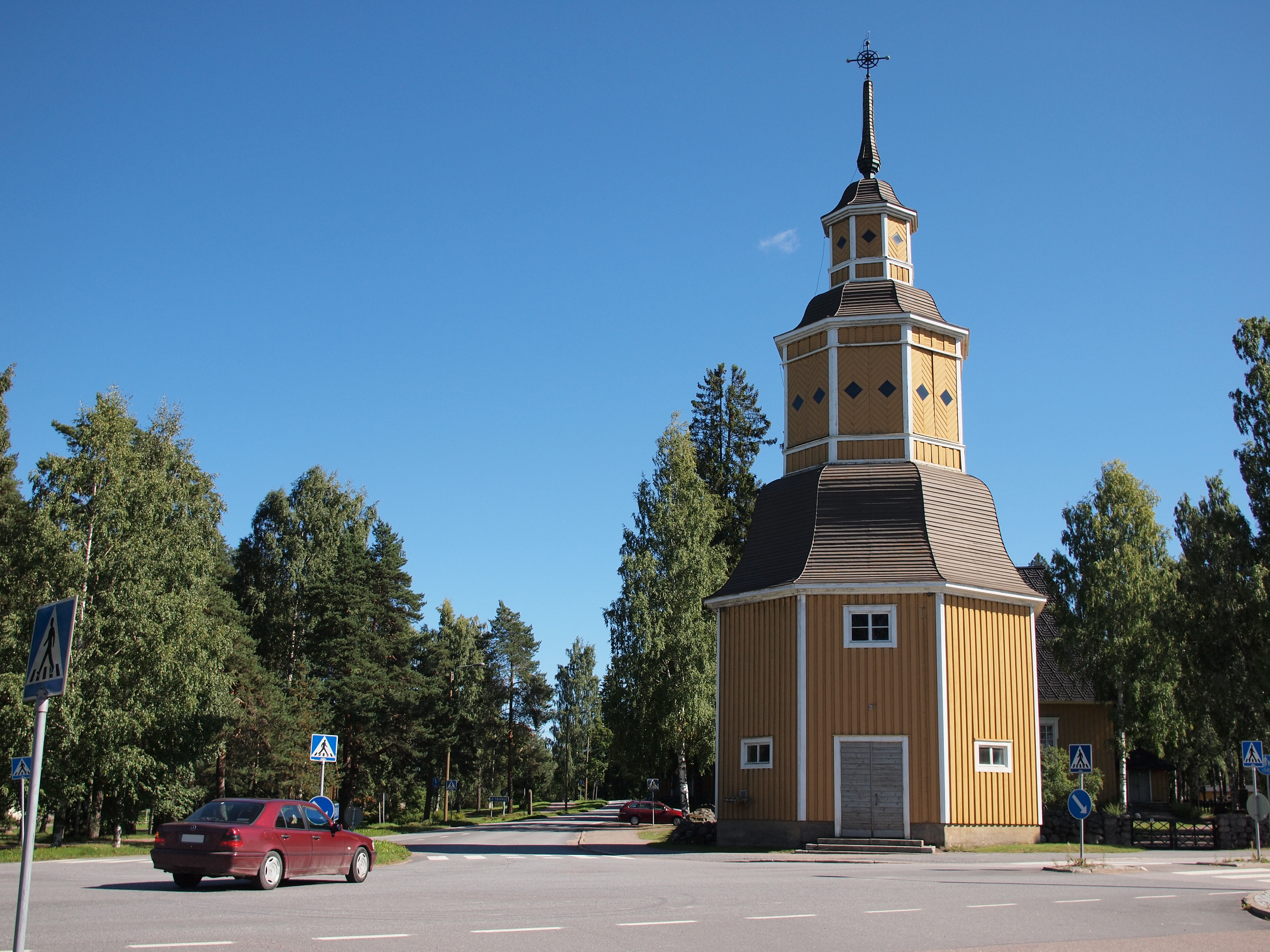
Campanario en el centro de Lemi.

El centro administrativo de Lemi es Juvola. Otros pueblos son Ahtiala, Hakulila, Heikkilä, Huttula, Hyvärilä, Iitiä, Juuresaho, Juvola, Kaamanniemi, Kuukanniemi, Kapiala, Keskisenpää, Korpela, Kurkela, Kärmeniemi, Laakkola, Lavola, Merenlahti, Metsola, Mikkola, Mikonharju, Nisola, Nuppola, Olkkonen, Parkkola, Pöllölä, Ruohiala, Ruomi, Sairala, Sorvarila, Suomalainen, Suoniala, Suontakainen, Sutela, Taipale, Tevaniemi, Torvenniemi, Tuomelanpelto, kuuluu myös Iitiään, Uiminniemi, Urola, Vainikkala, Välikangas ja Värtölä.

## Sitios naturales e históricos atractivos

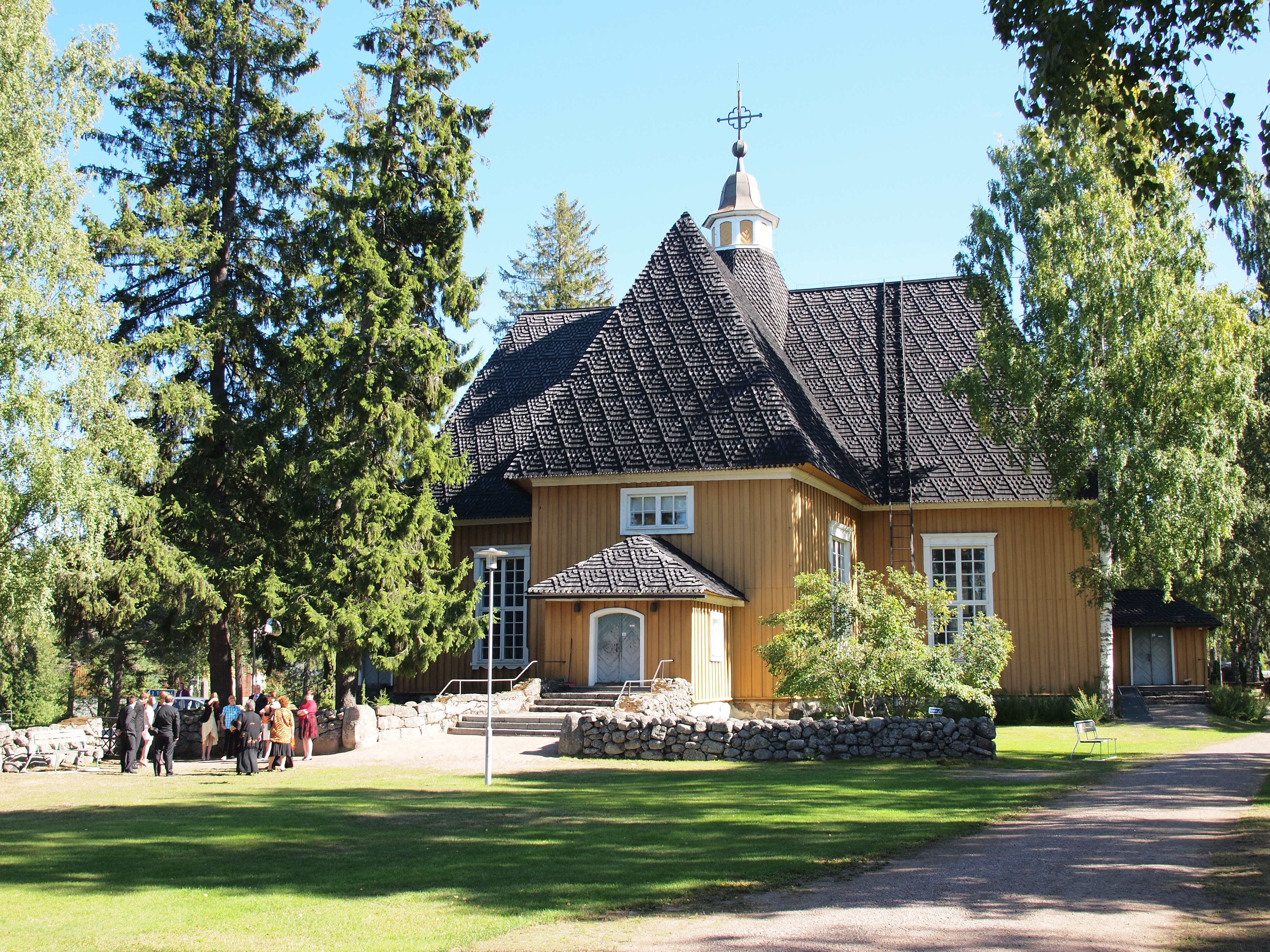
Iglesia de Lemi

| Nombre                                                  | Sitio  | Descripción |
| ------------------------------------------------------- | ------ | --- |
| Iglesia luterana de Lemi                                |        | |
| Juvolan mörssäripatteri – Batería de morteros de Juvola | Juvola | Restauración de una batería de morteros de 1877. Los cuatro morteros fueron destruidos después de la Guerra de Continuación. Era parte de la Línea de Salpa |
| Kärmeniemen patteri – Batería de Kärmeniemi             | Juvola | Dos Canet 152/45-C. Las armas fueron reubicadas. Fue parte de la Línea de Salpa                                                                             |

## Historia

### Independencia
Lemi fue fundada en 1688 por una parroquia evangélico-luterana. Debido a la secularización de los gobiernos locales según el decreto de 1865, el gobierno local político fue separado del clerical en 1867.

### Tiempos de guerra

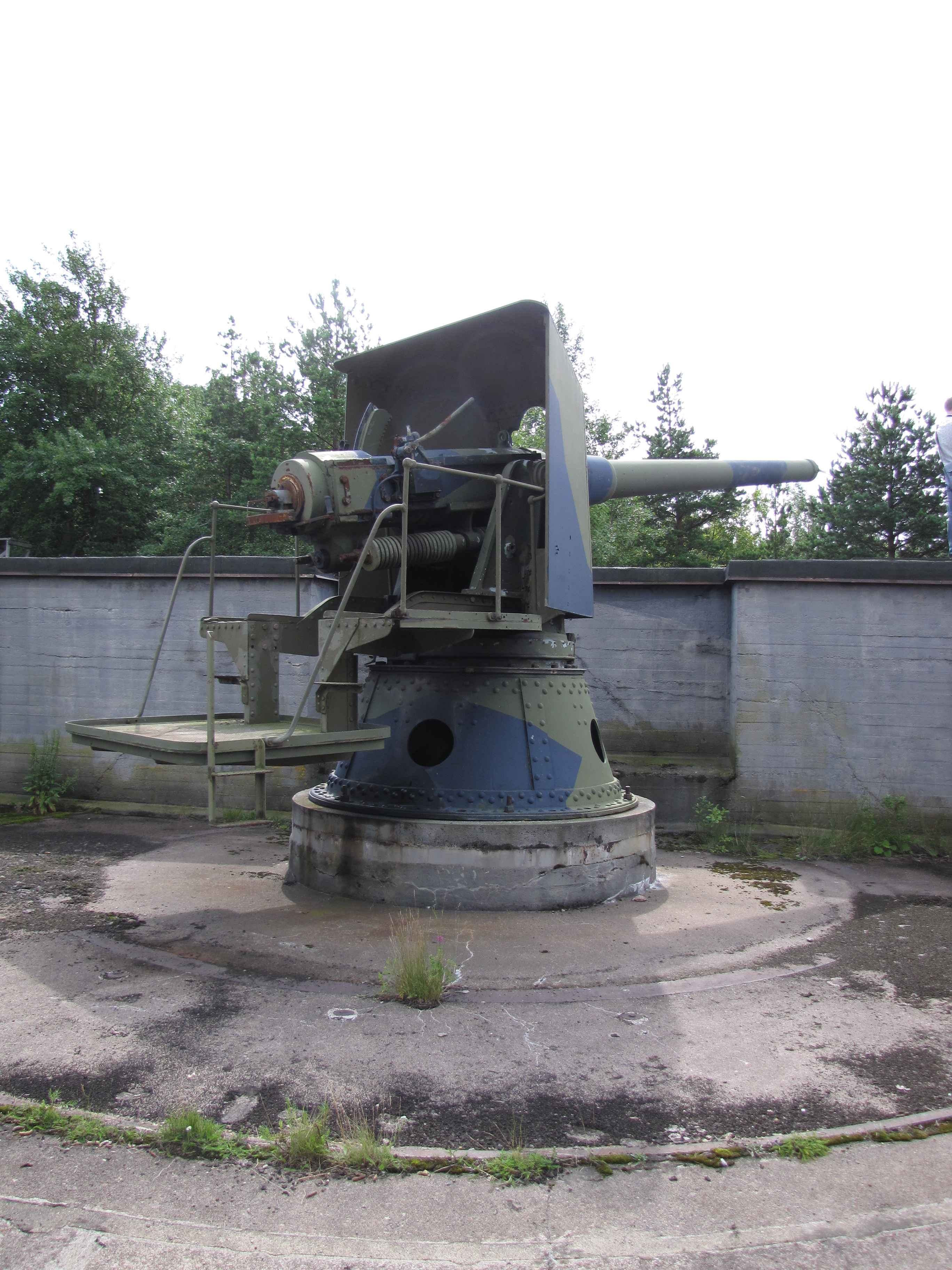
Un cañón Canet 152/45-C en Kuivasaari

Algunas batallas tuvieron lugar en el cementerio de Lemi durante la guerra civil de 1918. Después de la Guerra de Invierno los suministros militares tuvieron que ser desplazados de los territorios que serían cedidos a la Unión Soviética según el Armisticio de Moscú. La artillería naval fue trasladada a Lemi para crear una parte de la Línea de Salpa. La batería fue trasladada de Käkisalmi a Kärmeniemi, que consistían en dos cañones navales Canet 152/45-C. Más tarde, el 11 de julio de 1941, estuvieron tomados a Antamoinen para ser probados el 22 de julio. Cuatro días más tarde fueron transportados en tren a Lappeenranta, cercano a Käkisalmi para entrar en operación el 9 de septiembre de 1941. Después de la Guerra de continuación la 32° batería trajo solo uno de los dos Canet 152/45-C ya que el otro fue enviado a reparaciones. En noviembre de 1944 la 32° batería fue disuelta y los cañones fueron enviados a Parola.
Después de la guerra no se han instalado cañones navales en Lemi, pero las posiciones restantes se pueden ver en Kärmeniemi ja Juvola.